# Bärby
För andra betydelser, se Bärby (olika betydelser).
Bärby är en bebyggelse i Uppsala kommun öster om Uppsala. Bärby klassades som tätort från 2005 till 2023, tidigare klassades den som småort. Vid avgränsningen 2023 räknades den som en del av tätorten Gunsta.
Cirka en kilometer norr om tätorten Bärby ligger Bärby ungdomshem, som drivs av Statens institutionsstyrelse (SiS).

## Historia
Bärby är ursprungligen en äldre by, första gången omtalad 1395 ('Bærby'). 1395 fanns här två tiondepliktiga bönder, senare endast en men under 1420-talet åter två bönder. Under 1500-talet omfattar byn ett mantal skatte.
Tidigare var Bärby ett stationssamhälle längs Stockholm-Roslagens Järnvägar, men idag är Bärby en station vid museibanan Upsala-Lenna Jernväg.

### Befolkningsutveckling
| Befolkningsutvecklingen i Bärby 1990–2020 | Befolkningsutvecklingen i Bärby 1990–2020 | Befolkningsutvecklingen i Bärby 1990–2020 | Befolkningsutvecklingen i Bärby 1990–2020 | Befolkningsutvecklingen i Bärby 1990–2020 |
| ----------------------------------------- | ----------------------------------------- | ----------------------------------------- | ----------------------------------------- | ----------------------------------------- |
|                                           |                                           |                                           |                                           |                                           |
| År                                        |                                           |                                           | Folkmängd                                 | Areal (ha)                                |
| 1990                                      | 1990                                      |                                           | 53                                        | #                                         |
| 1995                                      | 1995                                      |                                           | 79                                        | 9#                                        |
| 2000                                      | 2000                                      |                                           | 114                                       | 15#                                       |
| 2005                                      | 2005                                      |                                           | 215                                       | 23                                        |
| 2010                                      | 2010                                      |                                           | 220                                       | 23                                        |
| 2015                                      | 2015                                      |                                           | 347                                       | 56                                        |
| 2020                                      | 2020                                      |                                           | 401                                       | 56                                        |
| Anm.: Ny tätort 2005 # Som småort.        |                                           |                                           |                                           |                                           |